# Essi Wuorela
Essi Wuorela (Helsinki, 31 marzo 1971) è una cantante finlandese, soprano dei Rajaton.

## Biografia
La formazione musicale di Essi Wuorela è avvenuta prima al liceo musicale Sibelius e poi al Conservatorio Pop & Jazz di Helsinki. È salita alla ribalta all'inizio degli anni '90 come presentatrice del programma per bambini Super-Ess.
Ha avviato la sua carriera musicale nel 1994 con l'album Mitä tarkoittaa rakas, seguito dal secondo disco Pala taivasta l'anno successivo. Nel 1997 il suo terzo album Hellyys è diventato il suo primo ingresso nella top 50 finlandese alla 32ª posizione; il quarto album del 2006, Valo, ha raggiunto il 25º posto.
Inoltre, nel 1997 Essi Wuorela è entrata a far parte del gruppo musicale a cappella Rajaton, composto da sei membri, ciascuno con una tonalità vocale diversa. Essi è il soprano del gruppo. Con i Rajaton ha pubblicato oltre quindici album.

## Discografia

### Album
- 1994 - Mitä tarkoittaa rakas
- 1995 - Pala taivasta
- 1997 - Hellyys
- 2006 - Valo

### Raccolte
- 1998 - Naimisiin

### Singoli
- 1994 - Mitä tarkoittaa rakas
- 1994 - Naimisiin/Ootan että soitat
- 1995 - Pala taivasta/Mun sydämeen
- 1995 - Talviyö/Tällä kertaa
- 1995 - Märkää rakkautta/Lennä leijani lennä
- 2005 - Vihreän joen rannalla
- 2006 - Kielletään